# Rudersdorf
Rudersdorf es una localidad del distrito de Jennersdorf, en el estado de Burgenland, Austria, con una población estimada a principio del año 2018 de 2176 habitantes. 
Se encuentra ubicada al sur del estado, cerca de la frontera con Hungría y Eslovenia, y al sureste de Viena.